# Karaağaç
Karaağaç (Karaagach en français) est une localité de Turquie située sur la rive droite du fleuve Meriç (en grec Evros, en bulgare  Maritza). Elle est éloignée de quelque 5 kilomètres d'Edirne, une ville du nord-ouest de la Turquie, implantée sur la rive gauche du fleuve. Un pont ottoman, Gazi Mihal köprüsü, enjambe le Meriç. Le triangle de Karaağaç, de quelques dizaines de kilomètres carrés, au nord-est de la Thrace occidentale se trouve en face du village grec de Kastaniés.

## Étymologie
Karaağaç peut être traduit par  Arbre noir. Le ğ est muet. On prononce "Karaaç".

## Histoire
Avant le XVIe siècle il est difficile de dater le nom Karaağaç  dans les sources.
Le village est sous occupation ottomane pendant plusieurs siècles.
Après la création de la gare, fin XIXe siècle et début du XXe siècle, une population très cosmopolite fréquente la petite localité de  Karaağaç qui devient  un lieu de villégiature. Hôtels, restaurants, cafés et lieux de divertissement s’ouvrent également pour recevoir les voyageurs venus ou allant en Europe. Karaağaç prend le surnom de "Petit Paris" (Küçük Paris).
Pendant la période des Guerres balkaniques et de la Première Guerre mondiale  Karaağaç changea plusieurs fois de nationalité.
À la suite du traité de Londres (1913), la localité passe sous domination bulgare. Karaağaç redevient ottomane après la signature du Traité de Constantinople (1913). Elle revient à nouveau aux Bulgares à la suite de la convention de Sofia (1915).
Pendant 7 mois elle passe sous l’autorité de l’armée française (1919) dans le cadre de "La Thrace occidentale sous occupation interalliée d'octobre 1919 à mai 1920".
La Grèce  va occuper le territoire en 1920 à la suite du traité de Sèvres. La ville de Karaağaç sera renommée Orestias dont le nom provient d'Oreste, fils du roi Agamemnon et de Clytemnestre.
Dans le traité de Lausanne (1923), dernier traité découlant de la Première Guerre mondiale, 4 millions de francs or sont réclamés à la Grèce. Ne pouvant acquitter cette somme et au titre de dommages de guerre à la suite des dégâts causés en Anatolie par l'armée grecque, Karaağaç ainsi que les villages  de Bosna-Koy et Demerdes passent sous contrôle turc. Ce sont les seuls  territoires en Thrace orientale situés sur la rive droite du fleuve Meriç devenus turcs.

Plusieurs milliers de Grecs occupant Karaağaç sont contraints au départ. 
Les habitants grecs de Karagatch seront soumis à l'échange de populations prévu par la Convention signée le 30 janvier 1923 entre la Grèce et la Turquie 
Ils fondent une  nouvelle ville baptisée du nom de leur ville d'origine et parfois appelée Néa Orestiáda (Nouvelle Orestiáda), située à une vingtaine de kilomètres au  sud, aujourd'hui Orestiáda.

Une ligne de chemin de fer, construite par les Chemins de fer Orientaux  (CO)  en 1873, reliait l'Europe à  Edirne. La première gare, réalisée selon le modèle allemand, n’est plus visible de nos jours.
Le 16 octobre 1912, durant les guerres balkaniques, la gare de  Karaağaç, utilisée par les troupes ottomanes, est bombardée par un avion bulgare. C'est le premier bombardement aérien en Europe.
L'ancienne gare a été rénovée  par l’architecte turc Mimar Kemaleddin dans un style néo-classique turc, comme la gare de Sirkeci à Istanbul. Elle fut inaugurée en 1914 seulement.
La ligne reliant Istanbul à Vienne passait  à l'époque le fleuve, et la frontière, au sud entre Uzunköprü et Pythio en Grèce remontant vers le nord dans l'actuelle Grèce et s'arrêtant à Karaağaç avant de repartir vers le  nord en  Bulgarie. Elle franchissait ainsi plusieurs fois la frontière.
Dans les années suivantes Kastanies-Karaağaç resta un hub régional.
À partir de 1971 le train cessa de passer par Karaağaç. Deux autres lignes furent créées en Turquie et en Grèce. La gare fut désaffectée.
La gare devint un bâtiment universitaire de la faculté des Beaux-Arts de la Trakya Université d'Edirne.
En juillet 1998 un Mémorial de la Paix de Lausanne et un musée furent inaugurés à proximité de l'ancienne gare.